# Letterlik
Letterlik was een universiteitsblad van de faculteit Nederlands van de Radboud Universiteit Nijmegen, dat tussen 1987 en 2001 ca. 3 tot 6 keer per jaar verscheen. Het is ontstaan als "Instituutsblad Nederlands" van de toenmalig Katholieke Universiteit Nijmegen, opgericht door studenten Nederlands en Algemene Literatuurwetenschap. 
In de eerste jaargang zijn al enkele namen te zien van jonge auteurs, die gedurende de eerste 6 tot 10 jaar een rol blijven spelen in het blad: Martin Hilferink, Arjan Melger, Rolf Bosboom en René Vossen. Aanvankelijk nog erg gelieerd aan de studie Nederlands in Nijmegen ontwikkelde het blad zich tot een serieus literair tijdschrift voor en door (oud)studenten. De vormgeving van het blad was aanvankelijk redelijk primitief: geniet, getypte kopij, handwerk maar wel met een eigenzinnige cover.
In het blad was vanaf het begin plaats voor verhalen, gedichten en essays, maar aanvankelijk ook nieuwtjes uit de academische wereld van de Nijmeegse neerlandici. Een bespreking van Umberto Eco's Hoe schrijf ik een scriptie, naweeën uit de studenten(protest)beweging in de vorm van een klaagzang over de aanstaande bezuinigingen in het onderwijs, cartoons van Cees Bastings en bijvoorbeeld een essay over Wittgenstein en de taal. Ook vooraanstaande literatuurhoogleraren als Wim Bronzwaer verleenden hun medewerking aan het blad.
In 2001 ging Letterlik samen verder met het literaire blad P.S. onder de naam Op Ruwe Planken. Het concept veranderde naar een blad dat ongedebuteerde schrijvers en dichters een podium wil bieden.

## Professionalisering
Vanaf jaargang 3 zet de professionalisering in: geleidelijk aan ontstaat er een specifieke, professioneel ogende lay-out, waarbij veel aandacht is voor typografie, die culmineren in de typografische experimenten van Arjan Melger. Ook verschijnen er voor het eerst themanummers, over het cliché in de taal, Professioneel dichterschap en Triviaal literatuur. Inhoudelijk verandert er ook een en ander. In de jaargangen 3 t/m 5 zijn nog steeds veel items te vinden over het reilen en zeilen van universiteit en studenten, maar vanaf jaargang 4 zijn er steeds meer serieuze artikelen over literatuur te vinden. Ook het niveau van gedichten en verhalen neemt toe. Een interview met Kees Fens, een artikel over Daniil Charms, de neerlandicus als literair criticus, over Advocaat van de hanen van A.F.Th. van der Heijden. Oud-redactieleden blijven trouw betrokken als vaste medewerker of in de redactieraad. Een van de hoogtepunten uit jaargang 5 is het themanummer over triviaalliteratuur.

## Jong bloed
In 1991 werd de redactie verder uitgebreid met onder andere Danny Habets en Nicole Nooijen. Samen met de resterende redactieleden zetten zij de professionelere koers van het blad verder onder de leiding van Gerald van Koert die nu expliciet als eerste tot hoofdredacteur benoemd werd. Artikelen over de gedichten van Boudewijn Büch, over Marguerite Duras, Willem Frederik Hermans, Couperus in Nijmegen, Umberto Eco's interpretatie-opvattingen, verhalen van Arjan H. Melger, Frans Kusters, en gedichten van Danny Habets en René Vossen sierden de jaargangen uit begin jaren negentig.

## Lustrumnummer
Een hoogtepunt vormde het eerste lustrumnummer, dat verscheen onder de naam Wisselend decor en waarin bekende Nederlandse auteurs en letterkundigen publiceerden zoals J.J.A. Mooij, Jacques Kruithof, Ton van Reen, Nol Gregoor, Theun de Vries, Battus, Karel Reijnders, Guillaume van der Graft, Sybren Polet en de dichter H.H. ter Balkt. Voor het eerst werd het gebruikelijke A4-formaat losgelaten, waardoor de aflevering het karakter van een verzamelbundel kreeg, met veel aandacht voor de verzorging en typografie.
Na dit lustrumnummer, dat als dubbelnummer gold, verschenen in jaargang 7 wederom vier afleveringen. Op het terrein van creatief werk betekende dit dat jonge en soms nog onervaren schrijvers en dichters als Arjan H. Melger, Danny Habets en Martijn Jacobs hun positie verder konden uitbouwen. Op het gebied van de typografie culmineert de 8e jaargang in het gebruik van de vette Bodoni-letter en steeds meer tussenteksten (veelal citaten uit het artikel).

## Een nieuw formaat
In die jaargang kwam er een zo goed als nieuwe redactie, die het blad een ander aanzien gaf. Het A4-formaat verdwijnt definitief en er komt een soberder tijdschrift uit voort op A5-formaat, dat als ondertitel "Tijdschrift voor de letterkunde" draagt. Met die ondertitel en het totaal andere uiterlijk neemt de redactie afstand van eerdere generaties, hetgeen leidde tot een "opstand" onder de vaste medewerkers.
Een van de nieuwe verschijnselen is het voorkomen van vaste rubrieken, bijvoorbeeld met "Aantekeningen" over poëzie, waarin ook oudere literatuur aan de orde komt (bijvoorbeeld vergelijkingen tussen Hooft en Achterberg).